# Fred Kelsey
Fred Kelsey (20 de agosto de 1884 – 2 de septiembre de 1961) fue un actor, director y guionista cinematográfico de nacionalidad estadounidense.

## Biografía
Su nombre completo era Frederick Alvin Kelsey, y nació en Sandusky, Ohio. Kelsey dirigió diferentes cortometrajes para Universal Studios.
Actuó en más de 400 producciones entre 1911 y 1958, interpretando a menudo a policías o detectives. También dirigió 37 filmes entre 1914 y 1920. 
Fred Kelsey falleció en el Motion Picture Country Home, en Hollywood, California, a los 77 años de edad. Fue enterrado en el Cementerio Valhalla Memorial Park, en North Hollywood, Los Ángeles.

## Filmografía

### Actor

#### Cine

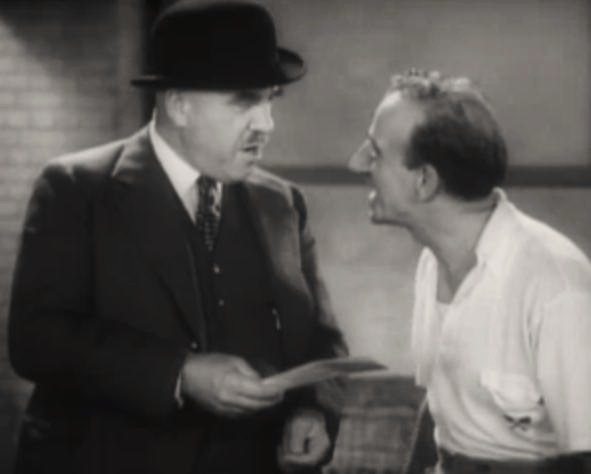
Con Jimmy Durante (der.) en Speak Easily (1932)

- 1911 : A Left Hook, de Stanner E.V. Taylor
- 1913 : Marooned, de James Kirkwood, Sr.
- 1914 : Arms and the Gringo, de Christy Cabanne
- 1914 : McCarn Plays Fate, de John G. Adolfi
- 1918 : A Society Sensation, de Paul Powell
- 1918 : The Yellow Dog, de Colin Campbell
- 1919 : The Silk-Lined Burglar, de John Francis Dillon
- 1919 : The Fire Flingers, de Rupert Julian
- 1920 : The Third Generation, de Henry Kolker
- 1920 : Blackmail, de Dallas M. Fitzgerald
- 1921 : There Are No Villains, de Bayard Veiller
- 1922 : The Song of Life, de John M. Stahl
- 1922 : South of Suva, de Frank Urson
- 1922 : Don't Shoot, de Jack Conway
- 1922 : Manslaughter, de Cecil B. DeMille
- 1923 : The Bishop of the Ozarks, de Finis Fox
- 1923 : Lovebound, de Henry Otto
- 1924 : Stepping Lively, de James W. Horne
- 1924 : The Night Hawk, de Stuart Paton
- 1924 : Madonna of the Streets, de Edwin Carewe
- 1924 : The Yankee Consul, de James W. Horne
- 1925 : Excuse Me, de Alfred J. Goulding
- 1925 : Friendly Enemies, de George Melford
- 1925 : Seven Sinners, de Lewis Milestone
- 1925 : Starvation Blues, de Richard Wallace
- 1926 : Charley My Boy, de Leo McCarey
- 1926 : Say It with Babies, de Fred Guiol
- 1926 : Dog Shy, de Leo McCarey
- 1926 : The Third Degree, de Michael Curtiz
- 1926 : The Uneasy Three, de Leo McCarey
- 1927 : The Gorilla, de Alfred Santell
- 1927 : Jewish Prudence, de Leo McCarey
- 1927 : The Thirteenth Hour, de Chester M. Franklin
- 1928 : Tenderloin, de Michael Curtiz
- 1928 : Harold Teen, de Mervyn LeRoy
- 1928 : A Woman of Affairs, de Clarence Brown
- 1928 : On Trial, de Archie Mayo
- 1928 : Ladies' Night in a Turkish Bath, de Edward F. Cline
- 1929 : Wrong Again, de Leo McCarey
- 1929 : The Donovan Affair, de Frank Capra
- 1929 : The Last Warning, de Paul Leni
- 1930 : The Laurel-Hardy Murder Case, de James Parrott
- 1930 : Murder on the Roof, de George B. Seitz
- 1930 : Paid, de Sam Wood
- 1930 : Going Wild, de William A. Seiter
- 1931 : Scandal Sheet, de John Cromwell
- 1931 : Young Donovan's Kid, de Fred Niblo
- 1932 : Red Haired Alibi, de Christy Cabanne
- 1932 : Forbidden, de Frank Capra
- 1932 : Discarded Lovers, de Fred C. Newmeyer
- 1932 : Guilty as Hell, de Erle C. Kenton
- 1932 : Speak Easily, de Edward Sedgwick
- 1933 : Gold Diggers of 1933, de Mervyn LeRoy
- 1933 : Footlight Parade, de Lloyd Bacon y Busby Berkeley
- 1933 : The Bowery, de Raoul Walsh
- 1934 : Young and Beautiful, de Joseph Santley
- 1934 : Twentieth Century, de Howard Hawks
- 1935 : Danger Ahead, de Albert Herman
- 1935 : The Public Menace, de Erle C. Kenton
- 1935 : One Frightened Night, de Christy Cabanne
- 1935 : This Is the Life, de Marshall Neilan
- 1936 : The Little Red Schoolhouse, de Charles Lamont
- 1937 : In Old Chicago, de Henry King
- 1937 : Hoosier Schoolboy, de William Nigh
- 1937 : Second Honeymoon, de Walter Lang
- 1937 : All Over Town, de James W. Horne
- 1937 : Love Is News, de Tay Garnett
- 1938 : Josette, de Allan Dwan
- 1939 : My Lucky Star, de Roy Del Ruth
- 1939 : Tiny Troubles, de George Sidney
- 1940 : The Lone Wolf Meets a Lady, de Sidney Salkow
- 1940 : High School, de George Nichols, Jr.
- 1940 : The Green Archer, de James W. Horne
- 1941 : Invisible Ghost, de Joseph H. Lewis
- 1941 : Murieron con las botas puestas, de Raoul Walsh
- 1941 : Secrets of the Lone Wolf, de Edward Dmytryk
- 1942 : The Man Who Came to Dinner, de William Keighley
- 1942 : Kings Row, de Sam Wood
- 1942 : Como ella sola, de John Huston
- 1942 : Gentleman Jim, de Raoul Walsh
- 1942 : Wings for the Eagle, de Lloyd Bacon
- 1943 : Action in the North Atlantic, de Lloyd Bacon
- 1944 : Bowery Champs, de William Beaudine
- 1944 : Roaring Guns, de Jean Negulesco
- 1945 : Christmas in Connecticut, de Peter Godfrey
- 1945 : Saratoga Trunk, de Sam Wood
- 1945 : San Antonio, de David Butler
- 1946 : A Stolen Life, de Curtis Bernhardt
- 1946 : Bringing Up Father, de Edward F. Cline
- 1947 : The Man I Love, de Raoul Walsh
- 1947 : Life with Father, de Michael Curtiz
- 1949 : Juntos hasta la muerte, de Raoul Walsh
- 1949 : Bride for Sale, de William D. Russell
- 1950 : Montana, de Ray Enright
- 1950 : Nancy Goes to Rio, de Robert Z. Leonard
- 1951 : Havana Rose, de William Beaudine
- 1952 : O. Henry's Full House, segmento The Gift of the Magi, de Henry King
- 1952 : My Six Convicts, de Hugo Fregonese
- 1952 : Hans Christian Andersen, de Charles Vidor
- 1954 : The Silver Chalice, de Victor Saville
- 1956 : A Cry in the Night, de Frank Tuttle
- 1959 : Westbound, de Budd Boetticher

#### Televisión
- 1957 : Maverick
  - Temporada 1, episodio 3 According to Hoyle, de Budd Boetticher
- 1957-1958 : Sugarfoot
  - Temporada 1, episodio 3 The Strange Land (1957), de Leslie H. Martinson; episode 7 Misfire (1957), de Franklin Adreon; episodio 12 Man Wanted (1958), de Franklin Adreon
- 1958 : Perry Mason
  - Temporada 1, episodio 24 The Case of the Deadly Double, de Andrew V. McLaglen; episodios 31 The Case of the Fiery Fingers y 33 The Case of the Long-Legged Models

### Director (íntegro)
- 1914 : For the Last Edition, con Bobby Burns
- 1914 : The Revenue Officer's Deputy, con Walter Long y Jack Conway
- 1914 : The Floating Call, con Bobby Burns y George Siegmann
- 1914 : Over the Ledge, con Wallace Reid y Donald Crisp
- 1914 : The Exposure, con Wallace Reid y Raoul Walsh
- 1915 : Her Buried Past, con Florence Crawford
- 1915 : Station Content, con Wallace Reid
- 1915 : The Headliners, con George Walsh
- 1915 : The Motor Boat Bandits
- 1915 : The Pretender, con George Walsh
- 1915 : A Bold Impersonation, con George Walsh
- 1916 : The Spirit of '61
- 1916 : The Nymph
- 1916 : Brothers Equal
- 1916 : Circumstantial Justice
- 1916 : His Mother's Boy
- 1916 : The Black Terror
- 1916 : Her Vanishing Youth
- 1916 : The Eyes of Love, con Jack Mulhall y Agnes Vernon
- 1916 : Scratched, con Jean Hersholt
- 1917 : Blood Money, con Harry Carey
- 1917 : The Bad Man of Cheyenne, con Harry Carey y Priscilla Dean (también guion)
- 1917 : How to Be Happy Though Married, con Agnes Vernon
- 1917 : The Outlaw and the Lady, con Harry Carey (también guion)
- 1917 : The Drifter, con Harry Carey y Claire Du Brey
- 1917 : Honorably Discharged (también actor)
- 1917 : Goin' Straight, con Harry Carey y Priscilla Dean (también guion)
- 1917 : The Fighting Gringo, con Harry Carey y Claire Du Brey
- 1917 : A Slave of Fear
- 1917 : The Honor of an Outlaw, con Harry Carey y Claire Du Brey (también actor y guionista)
- 1917 : A 44-Calibre Mystery, con Harry Carey y Claire Du Brey
- 1917 : The Girl Reporter's Scoop
- 1917 : The Almost Good Man, con Harry Carey y Claire Du Brey
- 1917 : The Mysterious Outlaw, con Harry Carey
- 1917 : The Fugitive (también productor)
- 1917 : The Golden Bullet, con Harry Carey
- 1917 : Hair-Trigger Burke, con Harry Carey y Claire Du Brey (también guion)
- 1917 : The Wrong Man, con Harry Carey
- 1917 : Six-Shooter Justice, con Harry Carey y Claire Du Brey
- 1917 : The Texas Sphinx, con Harry Carey, Hoot Gibson y Alice Lake
- 1918 : The Purple Lady, con Muriel Ostriche
- 1920 : The One-Way Trail, con Gordon Sackville